# Чугреев, Николай Самойлович
Николай Самойлович Чугре́ев (1908—1986) — советский химик.

## Биография
Родился в 1908 году на станции Алмазная (ныне Луганская область, Украина).
Окончил Харьковский химико-технологический институт (1932). Работал на предприятиях химической промышленности.
Во время войны — инженер на Дорогомиловском химзаводе. Был одним из авторов непрерывного метода производства бензидин-сульфата.
С марта 1946 года — участник атомного проекта, направлен в ПГУ при СНК СССР. Стоял у истоков получения первого плутония: сначала (с октября 1947 года) на экспериментальной установке в НИИ-9 (будущий ВНИИНМ), а затем (с февраля 1949 года) на первом радиохимическом заводе Комбината № 817 («Челябинск-40»).
На заводе он до конца 1950 года работал руководителем отделения «Б», в котором отрабатывалась фторидная технология аффинажа плутония и опытным путём подбирались конструкционные материалы коррозионно-стойкого оборудования, работающего в сверхагрессивных средах.
С 1950 года — в аппарате ПГУ, в Министерстве среднего машиностроения (начальник отдела, зам. главного инженера 4-го главка).
С середины 1970-х годах работал во ВНИИНМ (Всесоюзный научно-исследовательский институт неорганических материалов — бывший НИИ-9).
Доктор технических наук.

## Награды и премии
- Сталинская премия третьей степени (1948) — за разработку и внедрение непрерывного метода производства бензидин-сульфата, обеспечившего значительное увеличение производительности аппаратуры и снижение вредности производства
- Сталинская премия третьей степени (29.10.1949) — за освоение технологического процесса производства плутония на комбинате № 817
- орден Ленина (29.10.1949).